# Rastenhof
Rastenhof ist ein Ortsteil von Störnstein im Landkreis Neustadt an der Waldnaab des bayerischen Regierungsbezirks Oberpfalz.

## Geographische Lage
Rastenhof liegt nördlich des 496 m hohen Rastenberges.
500 m nördlich von Rastenhof fließt der Reiserbach zur Waldnaab.
Die Waldnaab fließt 1,7 km westlich von Rastenhof von Norden nach Süden.
Rastenhof liegt 700 m südwestlich von Lanz und 1,2 km nordwestlich von Störnstein.
700 m nördlich von Rastenhof verläuft die Staatsstraße 2172.

## Geschichte
Rastenhof (auch: Rossenhof, Rastenhoff) wurde im Zinsregister von 1514 erwähnt.
Im Salbuch von 1602 erschien Rastenhof mit 1 Herdstatt.
Rastenhof gehörte zur lobkowitzischen Herrschaft Störnstein-Neustadt.
Zu dieser Herrschaft gehörten die Ortschaften Haidmühle, Sauernlohe, Neustadt an der Waldnaab, Störnstein, Wiedenhof, Aich, Roschau, Görnitz, Harlesberg, Altenstadt an der Waldnaab, Mühlberg, Denkenreuth, Ernsthof, Lanz, Oberndorf, Rastenhof, Wöllershof, Botzersreuth, Kronmühle, Sankt Quirin.
Außerdem gehörte das Gebiet von Waldthurn mit 28 Dörfern und Einöden zu dieser Herrschaft.
1641 wurde Störnstein-Neustadt unter Wenzel Eusebius von Lobkowicz zur gefürsteten Grafschaft erhoben.
Das Herrschaftsgebiet war in 4 Viertel geteilt: Neustädter Viertel, Altenstädter Viertel, Denkenreuther Viertel und Oberndorfer Viertel.
Rastenhof gehörte zum Neustädter Viertel.
Das Urbar von 1653 und das Untertanenverzeichnis von 1741 führten für Rastenhof 1 Hof und 1 Mannschaft auf.
1742 hatte Rastenhof 1 Hof, 4 Ochsen, 3 Kühe, 3 Jungrinder.
1797 gab es in Rastenhof 1 Hof und 1 Herrschaftsuntertan.
1807 verkaufte Fürst Franz Josef von Lobkowitz Herzog zu Raudnitz die gefürsteten Grafschaft Störnstein-Neustadt an die Krone Bayern.
Rastenhof gehörte zum Anfang des 19. Jahrhunderts gegründeten Steuerdistrikt Lanz.
Lanz war gleichzeitig unmittelbare Landgemeinde, die zusätzlich den Steuerdistrikt Wöllershof enthielt.
Zur Gemeinde Lanz gehörten Botzersreuth, Dürrmaulmühle, Ernsthof, Kronmühle, Lanz, Oberndorf, Sankt Quirin, Rastenhof, Reisersdorf und Wöllershof.
Zusammen mit der Gemeinde Lanz wurde Rastenhof am 1. Januar 1972 in die Gemeinde Störnstein eingegliedert.

## Einwohnerentwicklung in Rastenhof ab 1817
| Jahr | Einwohner | Gebäude |
| ---- | --------- | ------- |
| 1817 | 10        | 1       |
| 1838 | 9         | 1       |
| 1871 | 7         | 5       |
| 1885 | 9         | 1       |
| 1900 | 7         | 1       |
| 1913 | 11        | 1       |

| Jahr | Einwohner | Gebäude |
| ---- | --------- | ------- |
| 1925 | 12        | 1       |
| 1950 | 10        | 1       |
| 1961 | 9         | 1       |
| 1970 | 8         | k. A.   |
| 1987 | 6         | 1       |
| 2011 | 5         | k. A.   |